# Нестримні (серія фільмів)
«Нестримні» (англ. The Expendables, досл. «Витратні [матеріали]») — серія фільмів, створена Сільвестром Сталоне і продюсером Аві Лернером. Фільми зняти в стилі бойовиків 1980-90-х років, з зірками тих років. Медіафраншиза складається з фільмів, коміксів і відеоігор.

## Фільми

### Нестримні (2010)
Головні герої — це загін найманців, які виконують брудну роботу за гроші. Їх наймає невідомий на ім'я Черч для вбивства генерала Гарзи на острові Вілена.

### Нестримні 2 (2012)
Після подій на острові Вілена містер Черч дає наступне завдання Барні, під час виконання місії одного члена Нестримних вбиває Жан Вілен — інший найманий убивця зі своєю командою. Барні і його команда повинні помститись за смерть друга і врятувати світ.

### Нестримні 3 (2014)
Старий друг Барні і колишній член команди Нестримних Конрад Стонбенкс вирішив помститись Барні за його старі гріхи.

### Нестримні 4 (2023)
Загін Нестримних повинні зупинити терориста який хоче спровокувати  ядерну війну.

## Персонажі
|                   | Нестримні (2010)     | Нестримні 2 (2012)   | Нестримні 3 (2014)   | Нестримні 4 (2023) |
| ----------------- | -------------------- | -------------------- | -------------------- | ------------------ |
| Барні Росс        | Сільвестр Сталлоне   | Сільвестр Сталлоне   | Сільвестр Сталлоне   | Сільвестр Сталлоне |
| Лі Крістмас       | Джейсон Стейтем      | Джейсон Стейтем      | Джейсон Стейтем      | Джейсон Стейтем    |
| Гуннар Йенсен     | Дольф Лундгрен       | Дольф Лундгрен       | Дольф Лундгрен       | Дольф Лундгрен     |
| Толл Роуд         | Ренді Кутюр          | Ренді Кутюр          | Ренді Кутюр          | Ренді Кутюр        |
| Інь Ян            | Джет Лі              | Джет Лі              | Джет Лі              |                    |
| Хейл Цезар        | Террі Крюс           | Террі Крюс           | Террі Крюс           |                    |
| Тренч             | Арнольд Шварценеггер | Арнольд Шварценеггер | Арнольд Шварценеггер |                    |
| Містер Черч       | Брюс Вілліс          | Брюс Вілліс          | (Згадується)         |                    |
| Лейсі             | Каризма Карпентер    | Каризма Карпентер    |                      |                    |
| Тул               | Міккі Рурк           |                      |                      |                    |
| Джеймс Монро      | Ерік Робертс         |                      |                      |                    |
| Ден Пейн          | Стів Остін           |                      |                      |                    |
| генерал Гарза     | Девід Заяс           |                      |                      |                    |
| Сандра Гарза      | Жизель Ітьє          |                      |                      |                    |
| Британець         | Гері Деніелс         |                      |                      |                    |
| Жан Вілен         |                      | Жан-Клод Ван Дам     |                      |                    |
| Букер             |                      | Чак Норріс           |                      |                    |
| Біллі Тіммонс     |                      | Ліам Гемсворт        |                      |                    |
| Гектор            |                      | Скотт Едкінс         |                      |                    |
| Меггі Чен         |                      | Ю Нан                |                      |                    |
| Конрад Стоунбенкс |                      |                      | Мел Гібсон           |                    |
| Макс Драммер      |                      |                      | Гаррісон Форд        |                    |
| Галго             |                      |                      | Антоніо Бандерас     |                    |
| Док               |                      |                      | Веслі Снайпс         |                    |
| Марс              |                      |                      | Віктор Ортіс         |                    |
| Луна              |                      |                      | Ронда Роузі          |                    |
| Смайлі            |                      |                      | Келлан Латс          |                    |
| Бонапарт          |                      |                      | Келсі Греммер        |                    |
| Горан Вата        |                      |                      | Роберт Даві          |                    |
| Торн              |                      |                      | Ґлен Пауелл          |                    |
| Камілла           |                      |                      | Сарай Гіваті         |                    |
| Ізі               |                      |                      |                      | 50 Cent            |
| Джина             |                      |                      |                      | Меган Фокс         |
| Деча              |                      |                      |                      | Тоні Джаа          |
| Марш              |                      |                      |                      | Енді Гарсія        |
| Суатро            |                      |                      |                      | Іко Ювайс          |
| Ґалан             |                      |                      |                      | Джейкоб Скіпіо     |
| Леш               |                      |                      |                      | Леві Тран          |

## Касові збори
| Фільм       | Дата релізу     | Касові збори | Касові збори | Касові збори  | Бюджет           |
| Фільм       | Дата релізу     | США          | Інші країни  | Світові збори | Бюджет           |
| ----------- | --------------- | ------------ | ------------ | ------------- | ---------------- |
| Нестримні   | 13 серпня 2010  | $103 068 524 | $171 401 870 | $274 470 394  | $80-82 мільйонів |
| Нестримні 2 | 17 серпня 2012  | $85 028 192  | $229 947 763 | $314 975 955  | $100 мільйонів   |
| Нестримні 3 | 15 серпня 2014  | $39 322 544  | $175 335 033 | $214 657 577  | $100 мільйонів   |
| Нестримні 4 | 22 вересня 2023 | $16,710,153  | $34,423,450  | $51,133,603   | $100 мільйонів   |
| Загалом     | Загалом         | $243,663,467 | $606,820,322 | $850,483,789  | $380 мільйонів   |

## Комікси
- The Expendables (Нестримні): Комікс-приквел до фільму Нестримні, сюжет Чак Діксон, художник Естів Полс видавництва Dynamite Entertainment в 2010.
- The Expendables Go to Hell (Нестримні у пеклі): Окрема історія про команду Нестримних, де під час виконання місії вони гинуть і потрапляють до пекла. Ідея сюжету Сільвестр Сталоне, сценарій Чак Діксон.

## Відеоігри
- The Expendables 2 Videogame (2012) : Ubisoft для ПК, PlayStation Network (PSN) , Xbox Live Arcade;
- The Expendables 2: Deploy & Destroy (2012);
- The Exendabros (2014).